# 푸황위역
푸황위역(중국어: 蒲黄榆站)은 중국 베이징시 펑타이구 둥톄장잉 가도, 팡좡 지구의 푸황위로·푸팡로·안러린로의 교차로에 위치한 베이징 지하철 5호선과 14호선의 환승역으로 5호선역은 2007년 10월 7일, 14호선역은 2015년 12월 26일 개장했다.

## 위치 및 역명 유래
이 역은 푸팡로(蒲方路), 안러린로(安乐林路), 푸황위로(蒲黄榆路)의 교차로에 있다. 5호선역은 푸황위로 바로 아래, 14호선역은 푸팡로 바로 아래 있다. “푸황위(蒲黄榆)”라는 지명은 1954년 팡좡 일대의 푸좡(蒲庄), 황투컹(黄土坑),위수촌(榆树村)이 협동조합을 결성하면서 북에서 남으로 3개촌에서 따온 푸황위 농업생산협동조합(蒲黄榆农业生产合作社)에서 유래하였다. "푸황위" 명칭은 즉 가오먀오촌(高庙村), 푸좡촌(蒲庄村), 난후퉁촌(南胡同村) 일대의 신규 단위주거촌에서 사용되면서 점차 지명화되었다.

## 역 구조
푸황위역은 5호선과 14호선 두 개의 역사로 나뉘어 있다. 5호선 단일 지주 승강장 1면 2선의 섬식역이며, 색조는 사과녹색이며, 5호선의 유일한 단일 지주 승강장이다. 14호선역은 2열 복층 3경간(서쪽 끝은 3층) 섬식 승강장으로, 색조는 노란색이다.

### 층별 구조
| 지면층                 | 거리                            | A－G출구                             |
| 지하 1층               | 대합실                          | 보안 검색, 자동매표기, 고객 센터 등  |
| 지하 2층               | 대합실                          | 보안 검색, 자동매표기, 고객 센터 등  |
| 지하 2층               | ←                               | ■ 5호선 쑹자좡 방면 (톈탄둥먼)       |
| 지하 2층               | 섬식 승강장, 왼쪽 출입문이 열림 |                                      |
| 지하 2층               | →                               | ■ 5호선 톈퉁위안베이 방면 (류자야오) |
| 지하 3층 14호선 승강장 | ←                               | ■ 14호선 장궈장 방면 (징타이)        |
| 지하 3층 14호선 승강장 | 섬식 승강장, 왼쪽 출입문이 열림 |                                      |
| 지하 3층 14호선 승강장 | →                               | ■ 14호선 산거좡 방면 (팡좡)          |

### 대합실
푸황위역 5호선 대랍실은 지하 1층에 푸황위로 아래쪽에 위치하고 있으며, 동쪽 운임 구역에서는 에스컬레이터 2개를 통해 아래층 14호선 대합실을 연결한다. 지하 2층에 위치한 14호선 대합실은 전체적으로 푸팡로 지하에 위치하며, 남쪽에 《푸황위의 기억(蒲黄榆的记忆)》이라는 제목의 벽화가 설치되어 있다.

### 승강장
5호선 승강장은 푸황위로 아래 단일 지주 섬식 승강장으로, 14호선 승강장은 푸팡로 아래 2경간 섬식 승강장으로 이루어졌다. 두 노선의 승강장 모두 스크린도어가 설치되어 있다.

## 출구
총 7개 출구가 있다: A(5호선 서북), B(5호선 동북), C(5호선 동남), D(5호선 서남), E(14호선 서북), F(14호선 동북), G(14호선 동남)
|                                          | | 출구 | 출구 인근 | 사진 | 무장애 시설 |
| 出口 · A                                 | 푸황위로(西측), 안러리로, 푸안베이리, 푸황위 파출소, 베이징 연합대학 푸황위 캠퍼스                           |      |           |      |             |
| 出口 · B                                 | 푸팡로(북측), 버스정류장 푸팡로 서、팡구위안1구                                                              |      |           |      |             |
| 出口 · C                                 | 푸황위로(동측), 팡구위안1구                                                                                  |      |           |      |             |
| 出口 · D                                 | 푸황위로(서측), 버스정류장 푸황위역、안러린로、둥톄잉 1소학교、푸안둥리、펑타이구 둥톄장잉 제1중학교(동교구) |      |           |      |             |
| 出口 · E                                 | 푸황위로(동측), 버스정류장 푸황위역、팡구위안1구                                                             |      |           |      |             |
| 出口 · F                                 | 푸팡로(북측), 버스정류장 팡구위안、팡춘로, 팡춘위안1구, 팡좡 체육공원                                        |      |           |      |             |
| 出口 · G                                 | 푸팡로(남측), 버스정류장 푸팡로 西口、팡춘로, 팡춘위안1구, 중앙음악학원 부설 중등음악학교                    |      |           |      |             |
| 아이콘 설명: 엘리베이터 \| 휠체어 리프트 | |      |           |      |             |

## 역사
2000년 착공 당시 푸황위역은 5호선 예비계획에 포함된 환승역 10곳 중 하나로 포함되어 있었다.푸황위역은 2002년 12월 27일 5호선이 착공하면서 첫 삽을 뜬 역 가운데 하나다. 이후 역은 2007년 10월 7일에 개장했다.
푸황위역은 2009년 6월 승인된 14호선 계획안 중 14호선과 5호선의 환승역으로 분류됐다.14호선 푸황위역은 2011년 1월 착공했다.
2015년 10월 17일부터 11월 20일까지 5호선 푸황위역은 환승역 개조를 위해 일시 폐쇄되었다.그해 12월 26일 14호선 푸황위역이 개통됐다.